# Tupistra laotica
Tupistra laotica är en sparrisväxtart som beskrevs av Noriyuki Tanaka. Tupistra laotica ingår i släktet Tupistra och familjen sparrisväxter. Inga underarter finns listade i Catalogue of Life.